# Joe Bishop
Joe Bishop, född 23 november 1907 i Monticello, Arkansas, död 12 maj 1976 i Houston, Texas, var en amerikansk jazzmusiker och kompositör. Han spelade bland annat i Woody Hermans band.